# Tellervo variegatus
Tellervo variegatus är en fjärilsart som beskrevs av Ribbe 1898. Tellervo variegatus ingår i släktet Tellervo och familjen praktfjärilar. Inga underarter finns listade i Catalogue of Life.